# Asylum (film, 2005)
Pour les articles homonymes, voir Asylum.
Pour plus de détails, voir Fiche technique et Distribution.
Asylum ou L'Asile au Québec est un film britannique réalisé par David Mackenzie, sorti en 2005.

## Synopsis
Stella Raphael vit dans la banlieue de Londres, près d'une clinique psychiatrique où son mari psychiatre travaille sous la direction du troublant et manipulateur Dr Cleave. Parmi les patients se trouve l’artiste Edgar Stark, sous traitement pour avoir massacré sa femme lors d’une crise de jalousie.
Stella est une femme agitée et insatisfaite et traîne sa vie entre la compagnie de son fils Charlie et l’absence chronique d’un mari toujours au travail. Elle tombe amoureuse dans un crescendo imparable du patient dangereux.
Mais la liaison est découverte, le scandale est imparable. Le conformisme du mari l’oblige à sauver des apparences en pardonnant à sa femme, mais celle-ci refuse le compromis et va vivre avec Edgar qui entre-temps s’est échappé de l’asile. Et, petit à petit, la jalousie pathologique de Stark refait surface, la folie se ravive dans ses yeux. Stella a peur, mais « la passion est un sport trop risqué » - comme le Dr Clivage. Stark est plus tard retrouvé et arrêté, tandis qu’elle est ramenée par son mari.
Bientôt, cependant, des signes de déséquilibre se révèlent chez Stella, à tel point que lorsque son fils se noie sous ses yeux dans les eaux d’un lac, lors d’un voyage scolaire, Stella reste complètement inerte. Elle est alors enfermée dans le même hospice que son amant, tandis que son mari renonce à toute relation avec elle. À l’asile, le Dr Cleave, devenue son médecin traitant, la soutient dans son parcours de guérison, au point de lui offrir de l’épouser et de l’aider pour sa réinsertion sociale. Stella montre qu’elle accepte la proposition. Mais pour les patients, c’est bientôt le bal : Stella et Edgar veulent tous les deux y participer ; mais le Dr. Cleave empêche Stark de venir, disant que Stella refuse de le voir. Edgar pleure enfermé à l’isolement. Après la danse, Stella saute du toit de l’asile, mourant quelques instants après avoir touché le sol. Le Dr Cleave clôt le dossier de la femme comme si de rien n’était, avec un air de suffisance et peut-être de satisfaction d’avoir empêché les deux amants de pouvoir avoir une seconde chance.

## Fiche technique
- Réalisation : David Mackenzie
- Scénario : Patrick Marber d'après un roman de Patrick McGrath
- Production : Paramount Classics, Seven Arts Pictures, Samson Films
- Photographie : Giles Nuttgens
- Musique : Mark Mancina
- Montage : Colin Monie, Steven Weisberg
- Durée : 99 minutes
- Dates de sortie: 
  - 11 février 2005 : Festival du film de Berlin
  - 25 avril 2005 :  États-Unis
  - 9 septembre 2005 (Royaume-Uni)

## Distribution
- Natasha Richardson (VQ : Élise Bertrand) : Stella Raphael
- Marton Csokas (VQ : Daniel Picard) : Edgar Stark
- Hugh Bonneville (VQ : Jacques Lavallée) : Max Raphael
- Gus Lewis (VQ : François-Nicolas Dolan) : Charlie Raphael
- Ian McKellen (VQ : Hubert Gagnon) : Dr. Peter Cleave
- Joss Ackland (VQ : Yves Massicotte) : Jack Straffen
- Wanda Ventham : Bridie Straffen
- Sarah Thurstan : Mrs. Rose
- Alwyne Taylor : Monica
- Maria Aitken : Claudia Greene

## Distinctions
- Prix de la Guild of German Art House Cinemas au Festival international du film de Berlin 2005[1]